# Prosopocera maublanci
Prosopocera maublanci là một loài bọ cánh cứng trong họ Cerambycidae.